# Singer Vogue
Der Singer Vogue ist ein Mittelklasse-Pkw, den Singer, eine Marke der Rootes-Gruppe, von 1961 bis 1970 baute. Es gab zwei Baureihen, von denen die erste (1961–1967) wiederum in vier Unterserien eingeteilt wird.

## Vogue Mark I–IV
Die erste Generation des Vogue wurde von 1961 bis 1967 als Mark I–IV gebaut. Das Auto war anfänglich als Ersatz des kleineren Singer Gazelle konzipiert worden; weil der sich aber auch fünf Jahre nach seiner Markteinführung 1956 noch gut verkaufte und Rootes regelmäßige Profite einbrachte, entschied sich die Konzernleitung 1961 dafür, den alten Gazelle weiter zu produzieren und das neue Model parallel dazu unter anderer Bezeichnung anzubieten. Die Wahl fiel auf den in den 1930er-Jahren von der Marke Humber verwendeten Begriff Vogue (deutsch: Mode). Die ebenfalls zum Rootes-Konzern gehörenden Marken Hillman und Humber boten mit dem Super Minx und dem Sceptre Schwestermodelle des Vogue an, die weitgehend baugleich waren, aber eine abweichende Ausstattung hatten. In dieser Modellfamilie, die ein typisches Beispiel für das in Großbritannien seinerzeit weit verbreitete Badge Engineering ist, lag der Singer preislich zwischen dem günstigeren Hillman und dem teureren Humber.
Der Vogue Mark I wurde im Juli 1961 eingeführt und auf dem Markt oberhalb des Hillman Super Minx angesiedelt. Der Wagen hat eine Front mit Doppelscheinwerfern und in den ersten beiden Serien eine 1,6-Liter-Minx-Maschine mit 66 bhp (48,5 kW). Der Vogue Mark II von 1963 war stilistisch mit dem Mark I identisch, hatte aber serienmäßig vorne Scheibenbremsen und einige andere technische Änderungen. Der Vogue Mark III wurde 1964 vorgestellt. Bei ihm war die Panoramaheckscheibe weggefallen. Dafür gab es zusätzliche Dreiecksfenster hinter den hinteren Türen. Sein Motor leistete bei unverändertem Hubraum nun 85 bhp (63 kW). Die letzte Version dieser Vogue-Generation war der 1965 auf der London Motor Show vorgestellte Mark IV. Sein Motor war auf 1725 cm³ aufgebohrt, leistete aber weiterhin 84 bhp. 
Der Vogue wurde ebenfalls in Australien von Rootes Australia als Humber Vogue gebaut. Das Modell wurde 1963 eingeführt und ihm folgte der Vogue Sports mit dem Motor des Sunbeam Rapier, der 85,5 bhp (63 kW) leistete. Der Vogue Sports hatte auch ein verbessertes Fahrwerk, bessere Bremsen und andere Räder. Nachdem 1965 der Vogue Mark III, der ebenfalls den Rapier-Motor hatte, eingeführt wurde, entfiel der Vogue Sports aus dem Programm. Mit der Übernahme von Rootes Australia durch Chrysler Australia 1966 wurde die Produktion des Humber Vogue eingestellt.

## New Vogue
Die zweite Generation des Vogue, der Singer New Vogue, wurde auf der London Motor Show 1966 vorgestellt. Er war eine Version des Rootes Arrow und deckte das Marktsegment oberhalb seines Schwestermodells Hillman Hunter ab. Den 1725-cm³-Motor mit 84 bhp (62 kW) übernahm er von Vorgänger. Er war das erste britische Automodell mit rechteckigen Scheinwerfern. Ein Kombi kam im April 1967 heraus. Zusammen mit den anderen Singer-Modellen wurde die Fertigung des New Vogue 1970 eingestellt. Ihn ersetzte der kurzlebige Sunbeam Vogue.